# Piosenka (czasopismo)
Piosenka – polskie czasopismo poświęcone piosence artystycznej. 
Początkowo, to jest od drugiej połowy roku 2006, pismo wydawane było w formie kwartalnika (ISSN 1896-7108). W 2008 roku ukazał się już tylko jeden numer „kwartalnika”, wydany późną jesienią i oznaczony jako „nr 1-4”. Następnie redakcja zawiesiła działalność. Od stycznia 2014 (oznaczenie: „2013 nr 1”) czasopismo wydawane jest przez Muzeum Polskiej Piosenki w Opolu jako „Piosenka – Rocznik kulturalny” (numer 1 ISBN 978-83-938344-0-2, numer 2 ISSN 2353-4761)
Od początku redaktorem naczelnym jest Jan Poprawa, który założył pismo wspólnie z Tadeuszem Skoczkiem i Stanisławem Bukowcem.
Nakład rocznika: 400 egzemplarzy. Pismo jest również dostępne w postaci plików PDF.